# Sauria
Sauria је традиционално била подред гуштера који су, прије 1800. године, били крокодили. Редефинисана је као скупина која садржи најновијег заједничког претка кладуса Archosauromorpha и кладуса Lepidosauromorpha и свих њихових потомака; као таква, обично се мислило да је Sauria крунска скупина Diapsida. Међутим, скорашње геномске студије и обимне студије у фосилним записима указују да су корњаче уско повезане са Archosauria, а не са кладусом Parareptilia како се раније мислило. Sauria се може посматрати као крунска скупина свих савремених гмизаваца (укључујући птице) унутар веће скупине кладуса Sauropsida